# كوتس (ألبرتا)
كوتس (بالإنجليزية: Coutts, Alberta)‏ هي قرية تقع في كندا في ألبرتا. يقدر عدد سكانها بـ 277 نسمة ومساحتها 0.98 كم2 وترتفع عن سطح البحر 1,070 متر.